# Радэн
Радэн (яп. 螺鈿, инкрустация раковиной) — направление в лаковом искусстве Японии, где для украшения лаковых изделий используется инкрустация из перламутра, слоновой кости или других материалов. Название радэн расшифровывается как ра (螺) — раковина и дэн (鈿) — «вставлять, инкрустировать». Чаще всего сами изделия сделаны из дерева, но могут быть и изделия из металла и других материалов.

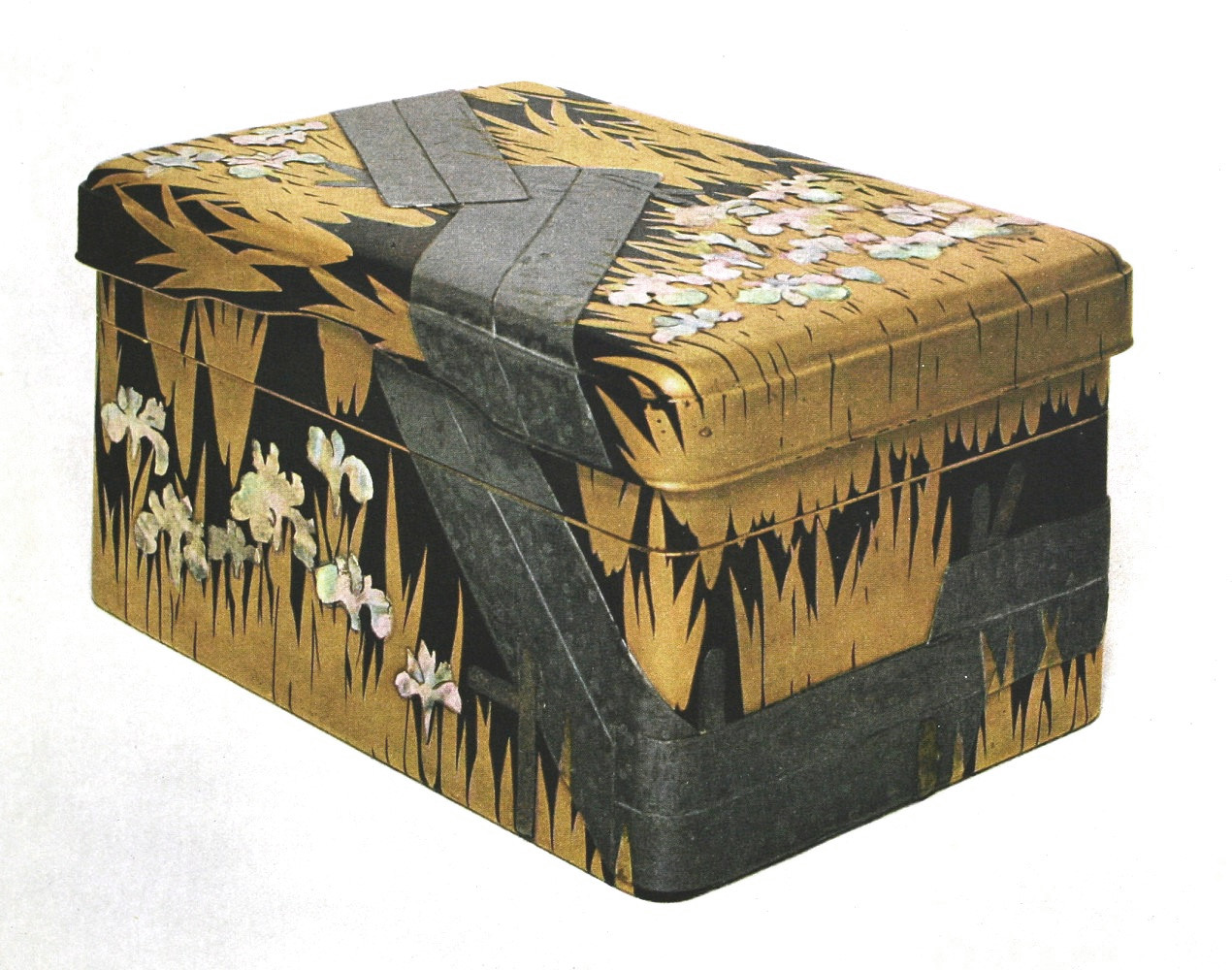
Судзури-бако в технике радэн авторства Огаты Корина

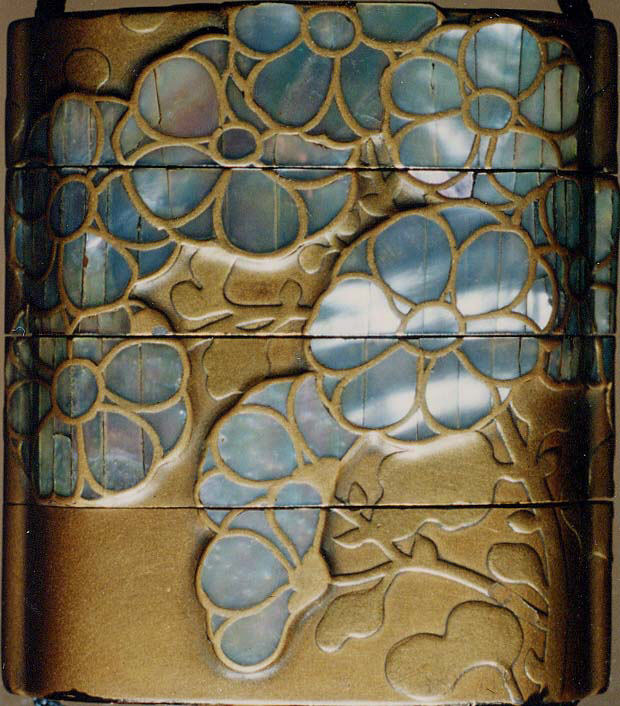
Такамаки в технике радэн

Подобную технику изначально изобрели в Китае в эпоху правления династии Тан. Изделия попали в Японию через торговцев и дипломатов. Китайский стиль существенно повлиял на японские изделия. Похожие техники также появились в Корее и странах Юго-Восточной Азии.

## Техники
Существует множество техник изготовления изделий радэн. Основными являются три — ацугаи (использование толстых кусков раковины), усугаи (использование более тонких кусков) и кэмма (наиболее тонкий слой перламутра). Для создания тонкого слоя перламутра ракушку варят в специальном растворе. При изготовлении изделий в технике ацугаи ракушечник часто распиливают при помощи циркулярной пилы и затем полируют. Также выделяется варигаи — использование перламутра с трещинами. Для усугаи и кэмма используют кернер.
Методы крепления материалов могут варьироваться. Более толстые куски перламутра могут вкладываться в предварительно вырезанную форму, тонкий перламутр могут вдавить в толстый слой лака или приклеить и покрыть лаком сверху. Радэн часто идёт в комбинации с маки-э — перламутр соседствует с золотым или серебряным порошком.

## История
Первые изделия в подобной технике попали в Японию из Китая в период Нара; в них использовалась мозаика, были задействованы янтарь и черепаховая кость. Радэн быстро развивался в период Хэйан (794—1185) и применялся не только в декоративно-прикладном искусстве, но и в архитектуре. Тогда зародился традиционный японский стиль радэн. Техника продолжала распространяться в течение следующих столетий, но пережила упадок в период Муромати. Сильный толчок в развитии она получила в период Адзути-Момояма (1568—1600). С наступлением периода Эдо техника стала использоваться для изготовления изделий в европейском стиле (намбан) — комоды, оклады икон, кофейные чашки и тому подобное. Известными мастерами периода Эдо, работавшими в традиционном японском стиле радэн были Тосити Икусима, Тёбэй Аогаи и Сайку Сомада.